# Hillary Makasa
Hillary Makasa (né le 12 janvier 1976 en Zambie) est un footballeur international zambien, qui évoluait au poste de défenseur.

## Biographie

### Carrière en sélection
Avec l'équipe de Zambie, il joue 51 matchs et inscrit 4 buts entre 1995 et 2003. 
Il participe aux Coupes d'Afrique des nations de 1996, de 1998, de 2000 et enfin de 2002. La sélection zambienne se classe troisième de la compétition en 1996.
Il joue également 8 matchs comptant pour les tours préliminaires de la coupe du monde, lors des éditions 1998 et 2002.

## Palmarès
- Vainqueur de la Coupe de Zambie en 1996 avec Roan United